# Australiteuthis aldrichi
Famille
Genre
Espèce
L’Australiteuthis aldrichi est la seule espèce du genre monotypique Australiteuthis et de la famille Australiteuthidae.